# Creation Stories
 (décembre 2020).
Si vous disposez d'ouvrages ou d'articles de référence ou si vous connaissez des sites web de qualité traitant du thème abordé ici, merci de compléter l'article en donnant les références utiles à sa vérifiabilité et en les liant à la section « Notes et références ».
Pour plus de détails, voir Fiche technique et Distribution.
Creation Stories est un film britannique réalisé par Nick Moran et sorti en 2021. Il s'agit d'un film biographique sur le producteur Alan McGee, fondateur du label Creation Records.

## Synopsis
Alan McGee décide d'arrêter l'école à l'âge de 16 ans pour ensuite créer la fameuse boite branchée de Londres appelée le « Living Room » puis le label Creation Records qui auront un très gros impact sur la Culture britannique.

## Fiche technique
Sauf indication contraire, les informations mentionnées dans cette section peuvent être confirmées par la base de données cinématographiques IMDb,  présente dans la section « Liens externes ».
- Titre original : Creation Stories
- Réalisation : Nick Moran
- Scénario : Dean Cavanagh et Irvine Welsh, d'après l’œuvre d'Alan McGee
- Direction artistique : Daniela Faggio
- Décors : Matthew Button
- Costumes : Nat Turner
- Photographie : Roberto Schaefer
- Production : Ben Dillon, Shelley Hammond, Nathan McGough, Hollie Richmond et Orian Williams
  - Production exécutive : Greg Barrow, Danny Boyle, Christine Cowin, Mickey Gooch Jr., Tom Haberd, Phil Hunt, Theren Raufmann, Compton Ross, Elliot Ross et Fernella Ross
- Société de production : Sony Music Entertainment et Head Gear Films
- Distribution :
- Pays d'origine :  Royaume-Uni
- Langue originale : anglais
- Format : couleur
- Genre : drame biographique, musical
- Dates de sortie[1] :
  - Écosse : 20 mars 2021 (Glasgow Film Festival)
  - Royaume-Uni : 20 mars 2021 (vidéo à la demande)

## Distribution
- Ewen Bremner : Alan McGee
- Richard Jobson : John McGee
- Rori Hawthorn : Laura McGee
- Jason Isaacs : Ralph
- Suki Waterhouse : Jemma
- Charlie Murphy : Kate Holmes
- Leo Flanagan : Alan jeune
- Paul Kaye : Mitch
- Steven Berkoff : Aleister Crowley
- Thomas Turgoose : Dick Green
- Joseph Millson (en) : Peter Mandelson
- Alexander Arnold : Jim Reid
- Ed Byrne : Alistair Campbell
- James Payton : Tony Blair
- Leo Harvey-Elledge : Liam Gallagher
- James McClelland : Noel Gallagher

## Sélection
- Festival du film britannique de Dinard 2021 : en compétition